# Seiji Sakaguchi
Pour les articles homonymes, voir Sakaguchi.
Vous êtes invité à donner votre avis sur cette page de discussion, de manière argumentée en vous aidant notamment des critères d’admissibilité ou en présentant des sources extérieures et sérieuses.  
Après avoir apposé le modèle {{Admissibilité}} sur une page, suivez les étapes expliquées sur Wikipédia:Débat d'admissibilité/Aide :
| 1. | Créez la page de débat d'admissibilité.                                                                      | Sauvegardez d’abord la page pour l’initialiser puis indiquez votre motivation.         |
| 2. | Important : ajoutez une entrée dans la section Débat d'admissibilité du jour.                                | Utilisez ce texte : *{{L\|Seiji Sakaguchi}}                                            |
| 3. | Pensez à informer les contributeurs principaux de la page et les projets associés lorsque cela est possible. | Utilisez ce texte : {{subst:Avertissement débat d'admissibilité\|Seiji Sakaguchi}}~~~~ |

Seiji Sakaguchi (坂口征二, Sakaguchi Seiji), né le 17 février 1942, est un judoka, un catcheur (lutteur professionnel) et un promoteur de catch japonais. 
Il est médaillé de bronze aux Championnats du monde de judo 1965 à Rio de Janeiro en catégorie des plus de 80 kg.